# Признање Привредник године
Признање „Привредник године" додељује жири привредних новинара. Награда се додељује у више категорија и то:
- Златна плакета за укупан развој привреде Србије (2007. Драгомир Томић - „Симпо“ Врање)
- Пословни човек године
- Сребрна плакета „Пословни човек године“
- Менаџер године додељује се у 15 привредних грана (производња, фармација, заступства, институти, телевизије...)
- Почасно признање Менаџер године (2007. Срђан Ђоковић отац Новака Ђоковића)
- Привредни новинар године (2007. Захарије Трнавчевић)